# R. A. Dick
Œuvres principales
Madame Muir et le fantôme (1945)
R. A. Dick, de son vrai nom Josephine Aimee Campbell Leslie, est une écrivaine britannique née le 8 juin 1898 à Wexford (Irlande) et morte le 28 avril 1979.
Elle est principalement connue pour son roman Madame Muir et le Fantôme (The Ghost and Mrs. Muir) publié en 1945, qui a été adapté au cinéma en 1947 sous le titre L'Aventure de Mme Muir, puis à la télévision, avec la série Madame et son fantôme (1968-1970).
En France, seul Madame Muir et le fantôme a été publié.

## Romans
- 1945 : The Ghost and Mrs. Muir, Londres, George G. Harrap Roman fantastique publié en français sous le titre Madame Muir et le Fantôme[1] en 1946 aux éditions Diderot, traduit par Michel Le Houbie, puis en 1989 aux éditions L'Atalante, coll. Bibliothèque de l’Évasion, traduit par Lucien-René Dauven,  (ISBN 2905158085)[2]. Réédition en 1995 sous le titre Le Fantôme de Mrs. Muir, éditions 10/18, coll. Domaine étranger no 2645 ; traduit par Lucien-René Dauven,  (ISBN 2264022574).
- 1949 : The Adventures of Juma, Londres : Museum Press (roman pour la jeunesse)
- 1953 : She walked to the wedding, Londres : Hodder and Stoughton
- 1954 : Unpainted portrait, Londres : Hodder and Stoughton
- 1956 : Light and Shade, Londres, Hodder and Stoughton
- 1958 : The Second Blessing, Londres : Hodder and Stoughton
- 1960 : Duet for two Hands, 1960[3], Hale (roman fantastique)
- 1962 : Wanted
- 1974 : The Devil and Mrs. Devine, Londres : Millington (roman fantastique)

## Sources
- (en) R. A. Dick on WorlCat (pour la bibliographie)
- Bibliothèque nationale de France